# Lower Pecos Canyon Archeological District
Ne doit pas être confondu avec Lower Pecos Canyonlands Archeological District.
Le Lower Pecos Canyon Archeological District est un district historique américain dans le comté de Val Verde, au Texas. Inscrit au Registre national des lieux historiques depuis le 31 mars 1971, il est composé de plusieurs sites archéologiques, parmi lesquels deux contribuent aussi au Lower Pecos Canyonlands Archeological District, avec lequel il ne faut pas le confondre.